# Zsanett Jakabfi
Zsanett Jakabfi (* 18. Februar 1990 in Lengyeltóti) ist eine ehemalige ungarische Fußballspielerin.

## Karriere
Die Stürmerin spielt seit 2009 für den VfL Wolfsburg in der deutschen Frauen-Bundesliga. Sie kam von MTK Budapest FC, wo sie in der Saison 2004/05 den ungarischen Meistertitel gewann. Mit Wolfsburg gewann sie sechsmal die Meisterschaft und zweimal die Champions League sowie siebenmal den DFB-Pokal.
Im Endspiel um den DFB-Pokal 2016 erzielte Jakabfi beide Tore zum 2:1 gegen den SC Sand.
Ihr erstes Spiel für die ungarische A-Nationalmannschaft bestritt Jakabfi 2007. Von 2008 bis 2010 wurde sie dreimal in Folge zu Ungarns Fußballspielerin des Jahres gewählt. Im Januar 2021 gab sie bekannt ihre Karriere im Sommer zu beenden.

## Erfolge
Vereine
- Champions-League-Siegerin: 2013, 2014
- Deutsche Meisterin: 2013, 2014, 2017, 2018, 2019, 2020
- DFB-Pokal-Siegerin: 2013, 2015, 2016, 2017, 2018, 2019, 2020, 2021

Individuell
- Torschützenkönigin der Champions League 2016/17
- Fußballerin des Jahres in Ungarn: 2008, 2009, 2010, 2013, 2016, 2017, 2018, 2019, 2020